# Raúl Saavedra
Raúl Saavedra Ochoa (Mercaderes, 27 september 1969) is een Colombiaans voormalig wielrenner.

## Belangrijkste overwinningen
1999
- 2e etappe Ronde van Venezuela